# Forfatterforeningen av 1952
Forfatterforeningen av 1952 blev stiftet 28. april 1952 af 32 forfattere i protest mod, at Den Norske Forfatterforening (DnF) lod sig repræsentere i Norsk språknemnd, som i sin formålsparagraf var forpligtet til at arbejde for samnorsk. Forfatterne mente, at forfatterforeningen skulle arbejde til gavn for alle sine medlemmer, og at en repræsentation i Norsk språknemnd ville modarbejde de forfattere, som modsatte sig en statslig styret sprogpolitik. Arnulf Øverland, som havde været formand for DnF (1923–28), blev den nye forfatterforenings formand, mens Sigurd Hoel blev formand for dens litterære råd. Andre forfattere som meldte sig ind i den nye forening var blandt andet André Bjerke, Agnar Mykle, Claes Gill (som tog initiativ til bruddet), Terje Stigen, Jens Bjørneboe, Carl Keilhau, Per Arneberg, Aasmund Brynildsen, Francis Bull, Finn Bø, Solveig Christov, Odd Eidem, Ebba Haslund, Helge Ingstad, Erik Krag, Øistein Parmann, Gunnar Reiss-Andersen, Cora Sandel, Gabriel Scott, Ernst Sørensen, Trygve Braatøy og Peter Wessel Zappfe. Medlemskredsen bestod hovedsagelig, men ikke udelukkende, af riksmålsforfattere. Blandt andet var nynorskforfatteren Aslaug Vaa medlem.
Forfatterforeningen av 1952 anlagde søgsmål mod DnF, igen med begrundelsen at arbejdet for samnorsk var i strid med DnFs formålsparagraf. Sagsøgerne tabte imidlertid sagen både i Oslo Byret i 1957 og senere i Højesteret.
Oprettelsen af Norsk språknemnd førte for øvrigt ikke bare til splittelse i Forfatterforeningen, men også til Foreldreaksjonen mot samnorsk i skolen, som i 1952 formåede at samle over 400 000 underskrifter mod den offentlige sprogpolitik.
Forfatterforeningen av 1952 blev genforenet med Den norske Forfatterforening i 1966, efter at den af Stortinget nedsatte sprogpolitiske undersøgelseskomite, kaldet Vogt-komitéen, fremlagde sin indstilling, der reelt stoppede samnorskbestræbelserne. Da Forfatterforeningen av 1952 også havde medlemmer, som ikke var skønlitterære forfattere, medførte sammenlægningen, at Den norske Forfatterforening for første gang siden 1896 fik faglitterære medlemmer.